# Rafael Ignacio
Rafael Ignacio (* 15. Juni 1897 in San Francisco de Macorís; † 1984 in Santo Domingo) war ein dominikanischer Komponist.
Ignacio spielte zehnjährig in einer Kinderkapelle seiner Heimatstadt. Er lernte dort das Kornettspiel und bei Luis Betances das Kontrabassspiel und trat dann in das Orquesta Filarmónica Beethoven ein. Später spielte er Tuba in einer Kapelle von Santo Domingo unter Leitung von José de Jesús Ravelo und wurde Leiter der Banda del Ejército Nacional. Er gehörte 1932 zu den Gründungsmitgliedern des Orquesta Sinfónica de Santo Domingo (später Orquesta Sinfónica Nacional).
Außerdem leitete er die Musikakademie in Azua de Compostela und gründete dort eine Tanzkapelle. In Santiago de los Caballeros war er Direktor der Militärkapelle, mit der er Werke wie Haydns Militärsinfonie und Liszts Les Préludes aufführte.
Ignacios wichtigste Komposition ist die Suite folklórica, die er für großes Sinfonieorchester bearbeitete und in der er Motive der dominikanischen Volksmusik aufnahm. Auch seine Fantasía sinfónica beruhte auf Motiven aus der dominikanischen Folklore. Außerdem komponierte er eine größere Anzahl von Tänzen, darunter Walzer, Polkas und Merengues.

## Quelle
- El Tren de Yaguaramas - Rafael Ignacio

| Personendaten    | Personendaten             |
| ---------------- | ------------------------- |
| NAME             | Ignacio, Rafael           |
| KURZBESCHREIBUNG | dominikanischer Komponist |
| GEBURTSDATUM     | 15. Juni 1897             |
| GEBURTSORT       | San Francisco de Macorís  |
| STERBEDATUM      | 1984                      |
| STERBEORT        | Santo Domingo             |